# Västra Stutvattensjön
Västra Stutvattensjön är en sjö i Dorotea kommun i Lappland och ingår i Ångermanälvens huvudavrinningsområde. Sjön har en area på 0,238 kvadratkilometer och ligger 550,1 meter över havet. Västra Stutvattensjön ligger i Blaikfjället Natura 2000-område.

## Delavrinningsområde
Västra Stutvattensjön ingår i det delavrinningsområde (716746-150791) som SMHI kallar för Utloppet av Västra Stutvattensjön. Medelhöjden är 560 meter över havet och ytan är 1,58 kvadratkilometer. Det finns inga avrinningsområden uppströms utan avrinningsområdet är högsta punkten. Vattendraget som avvattnar avrinningsområdet har biflödesordning 4, vilket innebär att vattnet flödar genom totalt 4 vattendrag innan det når havet efter 263 kilometer. Avrinningsområdet består mestadels av skog (35 procent) och sankmarker (49 procent). Avrinningsområdet har 0,24 kvadratkilometer vattenytor vilket ger det en sjöprocent på 15 procent.